# 萊蒂奇夫區

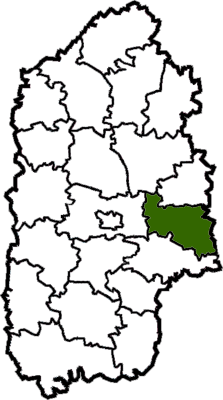
萊蒂奇夫區在赫梅利尼茨基州的位置

萊蒂奇夫區（烏克蘭語：Летичівський район）是位於烏克蘭西部赫梅利尼茨基州的舊區，区府为萊蒂奇夫，並於2020年被撤銷。該區面積951平方公里，2012年人口29,209，人口密度每平方公里30.71人。